# ガート (リビア)
ガート（アラビア語： غات）はリビア南西部のフェザーンのガート県の県都。2011年の人口は約2.2万人。アルジェリア国境に近い。かつてサハラ交易の重要な中継点だった。このオアシスは、タドラルト・アカクス山地とタッシリ・ナジェール高原の間に位置する。
ガートはトゥアレグ族のケルアジェール（en:Kel Ajjer）同盟の支配地だったが、イサイヤンの戦（en:Battle of Isayyan）ののち1915年にフランスが占領した。この同盟はリビアの南西部（Ubari、Sebha、ガダミス）やアルジェリアの南東部（ジャーネットとAlezi）を支配下においていた。
現在では 洞窟壁画や線刻画（en:Petroglyph）があるタドラルト・アカクスやタッシリ・ナジェールの入り口として、また周囲の景観が美しいため観光地として脚光を浴びつつある。

## 近隣のオアシス
- Serdeles
- Tahala
- Fewat

## 周辺のオアシス
- Adales
- Albarkat
- Fewat
- Dejjan
- Tahala
- Serdeles
- Isayan
- ジャーネット（アルジェリア領）
- Tin Alkum（アルジェリア領）